# Marxa dels Castells de la Segarra
La Marxa dels Castells de la Segarra és una caminada de resistència, no competitiva, que forma part del Circuit Català de Caminades de Resistència (CCCR) de la Federació d'Entitats Excursionistes de Catalunya (FEEC).
La Marxa dels Castells de la Segarra, que començà a organitzar-se l'any 2000, és una marxa oberta a tothom, que té per objecte donar a conèixer els castells de la Segarra. Organitzada pel Centre Excursionista de la Segarra i el Centre Excursionista Guissonenc, és una prova puntuable per el Circuit Català de Caminades de Resistència (CCCR). L'itinerari té una distància de cinquanta-quatre quilòmetres i un desnivell de poc més de mil dos-cents metres acumulats. L'altiplà de la Segarra ens ofereix un terreny de pujades i baixades constant, però lleu en general. El recorregut transcorre per diversos municipis de la Segarra, com Cervera, Guissona, les Pallargues, Florejacs, l'Aranyó, Montcortès i Castellnou d'Oluges, entre d'altres.